# Przełęcz pod Jawornem
Przełęcz pod Jawornem – przełęcz w Bieszczadach Zachodnich, w okolicach Jawornego. Według przewodników turystycznych zlokalizowana jest na wysokości 928 m n.p.m.